# Raccordo autostradale 13
Il raccordo autostradale 13 Sistiana-Padriciano, siglato come RA13, collega l'autostrada A4 con l'autostrada Sistiana-Rabuiese. La strada è parte della cosiddetta Grande Viabilità Triestina.

## Classificazione tecnica e amministrativa

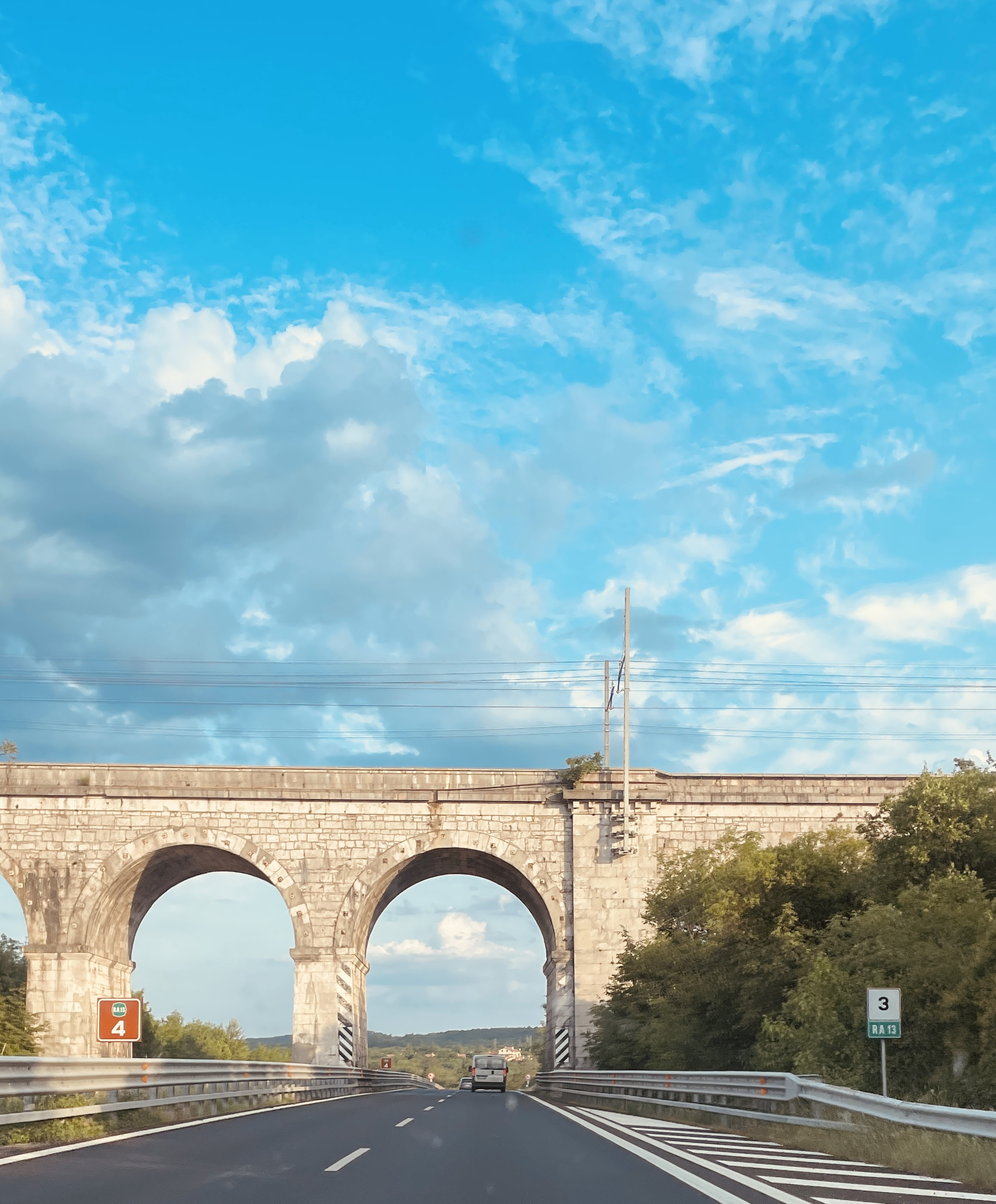
Il raccordo in direzione Trieste

La prima classificazione è stata attuata con il decreto del ministero dei Lavori pubblici del 6 agosto 1997 in via provvisoria. Il decreto interveniva solo per quanto riguarda la classificazione amministrativa. Questo raccordo è stato quindi classificato come raccordo  autostradale  A4-Trieste.
Successivamente il decreto legislativo 29 ottobre 1999, n. 461 non incluse il RA 13 tra le autostrade italiane ma, appunto, tra la rete stradale a viabilità ordinaria di interesse nazionale.

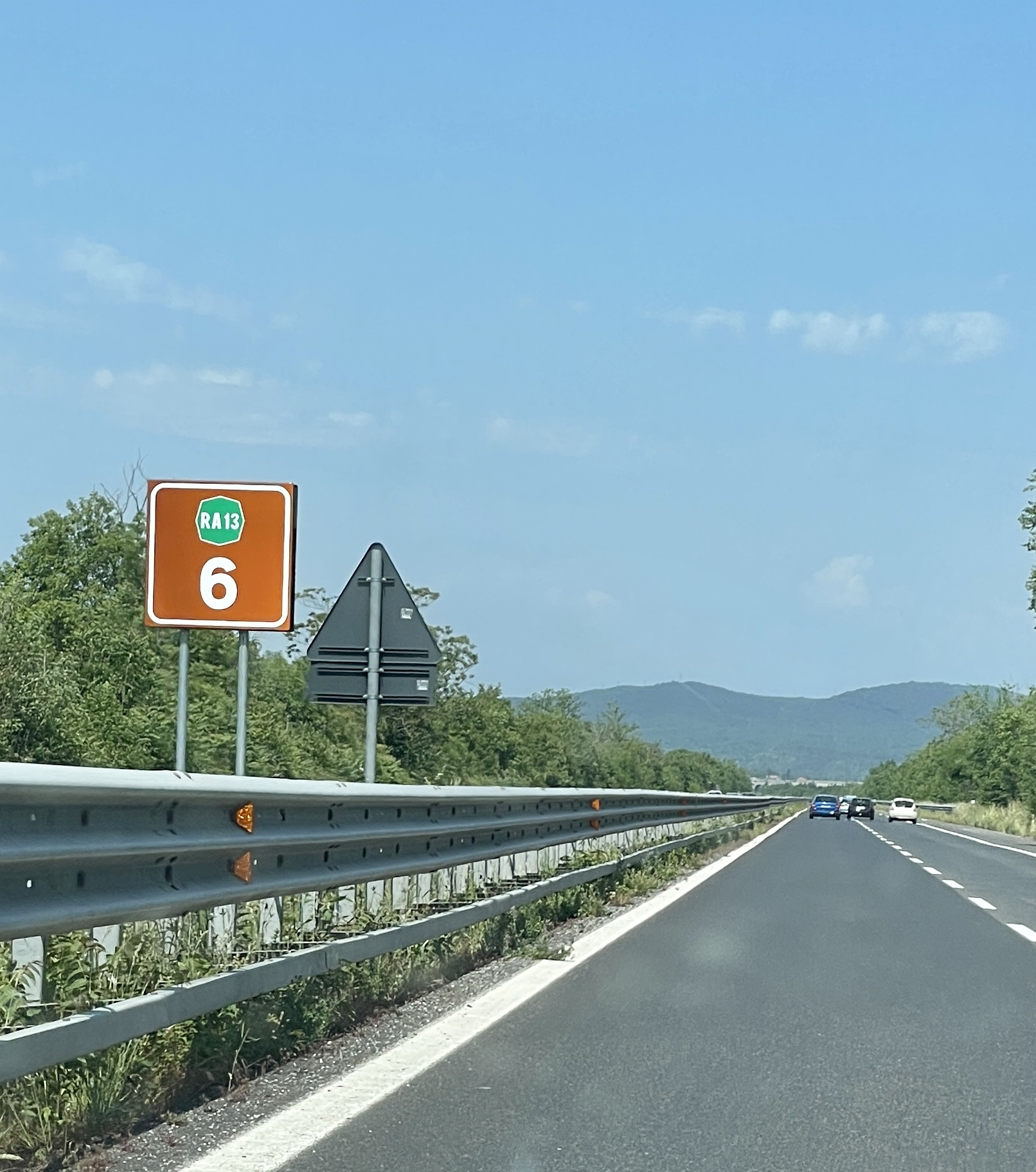
I pannelli di identificazione dei cavalcavia

In altri documenti di legge il RA13 è definito come autostrada in attesa di classificazione tecnica-funzionale.
In ogni caso il RA13 ha i segnali di inizio e fine autostrada.

## Storia

Il sistema di collegamento a 4 corsie intorno a Trieste, chiamato Grande Viabilità Triestina

Gli anglo-americani costruirono il raccordo a una corsia, con un percorso simile all'attuale RA 13, negli anni cinquanta al fine di avere un rapido collegamento fra la città, il porto di Trieste e la parte occidentale della zona A del Territorio Libero di Trieste, verso l'Italia. Nel 1970 venne completata la strada che si collegò direttamente con l'autostrada A4 nei pressi di Sistiana. All'epoca veniva chiamata "Camionale" e veniva numerata come SS 202.
Nel 1987 iniziò la costruzione (assieme alla sopraelevata di Trieste/nuova SS 202), a cura dell'Anas, del raccordo autostradale RA 13 con le caratteristiche attuali sul sedime della SS 202/Camionale, con l'apposizione del guard-rail fra le corsie e la creazione delle corsie di emergenza, affinché potesse diventare, a tutti gli effetti, parte dell'autostrada A4. Venne costruita una galleria nei pressi di Prosecco al fine di consentire l'attraversamento di animali selvatici che creavano un pericolo per il traffico e si decise di deviare dal tracciato originario della SS 202/Camionale (in quel tratto ora SP 35) all'altezza di Opicina al fine di evitare il trafficato "quadrivio" e di avvicinarsi al confine di Stato di Fernetti per collegarsi direttamente con l'autostrada A3 e successivamente l'A1 per Lubiana. Il tratto tra Padriciano e Trebiciano venne aperto il 12 ottobre 1991.
Il RA 13 venne però interrotto a Padriciano per via di problemi burocratici e delle crescenti proteste ambientaliste che ritenevano l'impatto dell'opera eccessivo e rimase quindi scollegato al tratto a 2 corsie per senso di marcia della nuova SS 202/sopraelevata di Trieste.
Il tratto finale (di collegamento tra il RA 13 e la nuova SS 202/sopraelevata di Trieste) di 3,450 km, è stato inaugurato, con l'apertura di un tunnel a doppia canna (una per senso di marcia, con due corsie) denominato galleria Carso, il 19 novembre 2008 come NSA 344 completando così la cosiddetta Grande Viabilità Triestina-GVT. Attualmente la numerazione NSA 344 è decaduta ed ora fa parte del primo dei due tronchi dell'autostrada Sistiana-Rabuiese.
Prima della costruzione della NSA 56 di Sistiana veniva usato lo svincolo Sistiana-Aurisina posto ad un centinaio di metri verso ovest rispetto l'innesto attuale. Lo svincolo terminava nella SP32 tra Sistiana e Visogliano.

### Tabella percorso
| AUTOSTRADA A4 - TRIESTE |                                                                                |      |           |                |
| Tipo                    | Indicazione                                                                    | km   | Provincia | Strada europea |
|                         | Serenissima (Torino-Trieste)                                                   | 0,0  | TS        |                |
|                         | Area di servizio                                                               | 0,4  | TS        |                |
|                         | Sistiana / Sesljan di Sistiana della Venezia Giulia                            | 0,6  | TS        |                |
|                         | Sgonico / Zgonik (solo uscita direzione Trieste, solo entrata direzione A4)    | 8,9  | TS        |                |
|                         | Area di servizio                                                               | 10,8 | TS        |                |
|                         | Prosecco - Trieste centro / Prosek - Trst center (in direzione A4 solo uscita) | 11,2 | TS        |                |
|                         | Diramazione per Fernetti                                                       | 16,6 | TS        |                |
|                         | Trebiciano - Opicina / Trebče - Opčine                                         | 18,8 | TS        |                |
|                         | Autostrada Sistiana-Rabuiese Padriciano / Padriče                              | 21,0 | TS        |                |